# Desminado
El desminado o eliminación de minas es el proceso de eliminar tanto minas terrestres como minas marinas de una zona, mientras que el término rastreo de minas describe el acto de la detección de minas. Hay dos tipos distintos de detección de minas y desminado: militar y humanitaria.
Dentro de las zonas de combate activo, el término «eliminación de minas» se utiliza con preferencia. La prioridad para la limpieza de minas en una zona de combate activo se otorga a la velocidad del proceso más que a la exactitud. Una vez que la actividad militar se ha reducido, el enfoque normalmente cambia para conseguir un desminado más profundo, y el término «desminado» se utiliza con más frecuencia.
Los dragaminas utilizan muchas herramientas con el fin de cumplir su tarea. Entre esas herramientas históricamente se han incluido muchos animales entrenados, como perros y ratas, pero con mayor frecuencia en el mundo moderno los dragaminas confían en detectores de metales o en vehículos con una amplia variedad de herramientas mecánicas acopladas. También existen o han sido desarrollados otros métodos para la detección de minas, incluida la utilización de los mamíferos marinos entrenados, las bacterias, la acústica, y otros métodos más exóticos.

## La eliminación de minas
En las zonas de combate, el proceso se conoce como eliminación de minas. La prioridad es impedir el acceso al campo de minas con rapidez, a fin de crear un camino seguro para las tropas o barcos. La velocidad es vital, tanto por razones estratégicas y porque las unidades que intentan impedir el acceso al campo de minas pueden estar bajo el fuego enemigo. En esta situación, se acepta que la eliminación de minas sea imperfecta y que, por tanto, pueda haber víctimas de las minas no descubiertas.
En consecuencia, en estas operaciones de limpieza de minas, los métodos que se utilizan para la detección y eliminación son más rápidos, pero menos exigentes. Estos métodos incluyen los que detectan y eliminan en una sola acción, como el desminado mecánico, el bombardeo sistemático, la quema de la tierra, el uso de torpedos Bangalore o cargas de línea de eliminación de las minas. De acuerdo con la doctrina de los EE. UU. y otros ejércitos, el desminado y eliminación de minas es llevada a cabo por ingenieros de combate . 

## Desminado humanitario
En tiempos de relativa paz, el proceso de eliminación de minas se conoce como desminado. Se trata de un proceso exhaustivo, requiere mucho tiempo y trata de localizar todas las minas para que las áreas de tierra y mar puedan ser retornadas con seguridad a su uso normal. Es vital que este proceso sea exhaustivo. Incluso aunque solo un pequeño número de minas permanezcan sin descubrir, entonces el desminado en realidad puede llevar a un aumento de las bajas civiles por las minas ya que la gente local volverá a ocupar un espacio que antes evitaban en la creencia de que dichos lugares ya eran seguros. En este contexto el desminado es una de las herramientas de la acción contra las minas. Coordinados por el Servicio de las Naciones Unidas de Actividades Relativas a las Minas (UNMAS), dependiente de las Naciones Unidas, los Centros de Coordinación de Acción contra las Minas, o por un gobierno anfitrión, las agencias civiles de desminado tienen la tarea de la limpieza o eliminación de minas. En zonas posconflicto, los campos de minas están a menudo contaminados con una mezcla de restos explosivos de guerra (REG) que incluyen artefactos explosivos sin detonar, así como minas terrestres. En ese contexto, el esfuerzo de desminado humanitario es llamado a menudo la limpieza del área de batalla.
En algunas situaciones, el desminado de minas terrestres es una condición necesaria para que otros programas humanitarios pueden ser implementados. Se ha hecho un esfuerzo internacional a gran escala para poner a prueba y evaluar las tecnologías existentes y nuevas para el desminado humanitario, en particular por la UE, EE. UU., los gobiernos de Japón y Canadá, y por los Centros de Acción contra las Minas de los países afectados.

## Métodos actuales de desminado humanitario
Los principales métodos utilizados para el desminado humanitario en tierra son: la detección manual a través de detectores de metales y sondas, la detección mediante perros especialmente entrenados para la detección de minas, y la limpieza mecánica con vehículos blindados equipados con mayales de gruesas cadenas, arietes o dispositivos similares. Existe una organización, APOPO, que está entrenando ratas africanas para detectar minas terrestres igual que hacen los perros, ofreciendo una solución local a los países de África. En muchas circunstancias, el único método que cumple los requisitos de Naciones Unidas para el desminado humanitario efectivo, la Regulación Internacional de Acción contra las Minas (IMAS, por sus siglas en inglés), es la detección manual y el desarmado. El proceso suele ser lento, caro y peligroso, a pesar de que el desminado puede ser más seguro que el trabajo en la construcción si se siguen los procedimientos rigurosamente. Las nuevas tecnologías pueden ofrecer alternativas eficaces.

### Manual de detección con un detector de metales

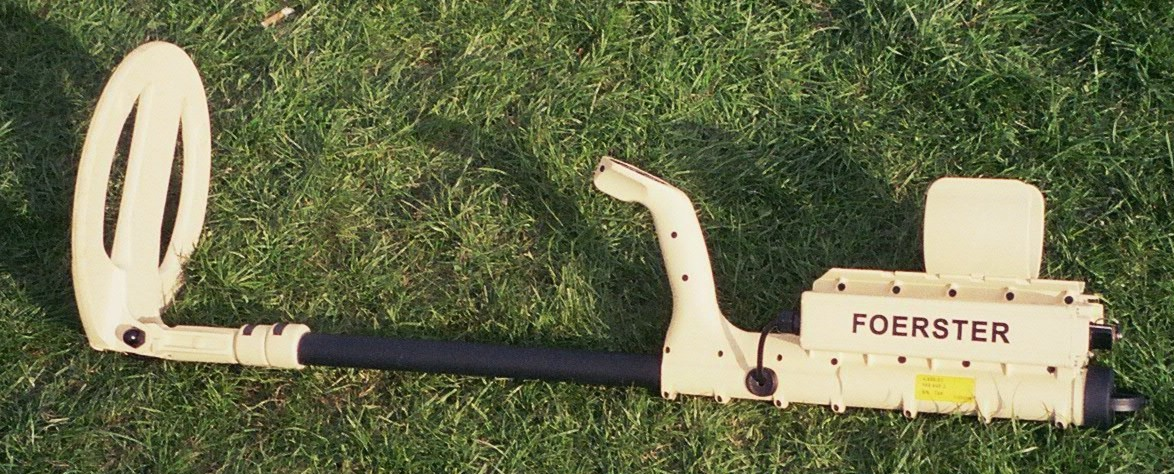
Detector de metales Foerster Minex 2FD 4500 utilizado por el ejército francés.

Los detectores de metales se utilizaron por primera vez, después de su invención por parte del funcionario polaco Józef Kosacki. Su invento fue conocido como detector de minas polaco o Mark 1, y fue utilizado por los aliados para limpiar los campos de minas alemanas durante la Segunda Batalla de El Alamein, cuando 500 unidades fueron enviadas al Mariscal de Campo Montgomery.
El primer paso en el desminado manual es explorar la zona con detectores de metales, que son lo suficientemente sensibles como para recoger la mayoría de las minas, pero que también producen cerca de un millar de falsos positivos por cada mina. Algunas minas, denominadas minas de metal mínimo, se construyen con tan poco metal como sea posible —tan poco como 1 gramo— para que sean difíciles de detectar. Se han producido minas sin ningún tipo de metal, pero son raras. Las áreas donde se detecta metal son cuidadosamente investigadas para determinar si una mina se encuentra allí. El sondeo debe continuar hasta que el objeto que activó el detector de metales se encuentra.

### Perros rastreadores
Los perros bien entrenados pueden olfatear compuestos químicos explosivos, como el TNT en las minas terrestres, y son utilizados en varios países.

### Ratas
Al igual que los perros, las ratas de carrillos gigantes (Cricetomys) están siendo entrenadas para olfatear sustancias químicas como el TNT de las minas terrestres. Estas ratas están trabajando actualmente en campos de minas en Mozambique y son entrenadas en Tanzania por APOPO. Las ratas se llaman HeroRATS.
Estos animales también tienen la ventaja de tener una masa mucho menor que el ser humano medio. Son menos propensas a activar las minas pequeñas destinadas a herir o matar a la gente, si el animal, para detectar las bombas, cruza directamente sobre la parte superior de una mina enterrada. 

### Desminado mecánico
Máquinas especiales combinan eficazmente la detección y eliminación de minas en una sola operación. En el pasado, estas máquinas se aplicaron tanto en la eliminación de minas en época de conflicto como para el desminado posterior, pero ahora se utilizan solo para la eliminación de minas. Pueden ser utilizadas para verificar la tierra que no se espera que esté contaminada o como un mecanismo adicional de seguridad después de que una superficie se haya limpiado por otro método, como por ejemplo, con perros.
Las máquinas se componen de un vehículo especial que es impulsado a través del campo minado, detonando deliberadamente las minas sobre las que pasan. Estos vehículos están diseñados para soportar las explosiones con daños menores. Algunos son conducidos directamente con un blindaje para proteger al conductor, y algunos son operados por control remoto.
- Rodillos de minas y sistemas de mayales (cadenas) para minas. El método del rodillo se originó durante la Primera Guerra Mundial, y el método de golpeado con cadenas durante la Segunda Guerra Mundial, pero ambos se utilizan todavía. Ningún sistema es completamente fiable y ambos dejarán minas sin detonar, lo que requiere que el campo de minas vuelva a ser examinado por cualquier otro método.

La eficacia de los sistemas de mayales puede alcanzar el 100% en condiciones ideales, pero también se ha informado de tasas de eliminación tan bajas como el 50-60%. Esto está muy por debajo del 99,6% del estándar establecido por las Naciones Unidas para el desminado humanitario.
- Arados de minas. Son dispositivos adosados en la parte delantera de un tanque que excavan el suelo, dejando al descubierto todo tipo de minas o poniéndolas boca arriba, lo que reduce significativamente sus efectos si explotan.

- Excavadoras modificadas con brazo largo para eliminación de minas: Se están utilizando en varios países. Tienen la capacidad de eliminar la vegetación antes de la eliminación de minas antipersonas y pueden soportar la explosión de las minas terrestres antitanque. Sus largos brazos le dan el beneficio de reducir el daño al cuerpo principal del vehículo, en especial a la cabina del operador. Un vidrio de tres pulgadas (7,6 cm) de espesor, a prueba de balas, protege al operador de las minas direccionales.[16][17][18]

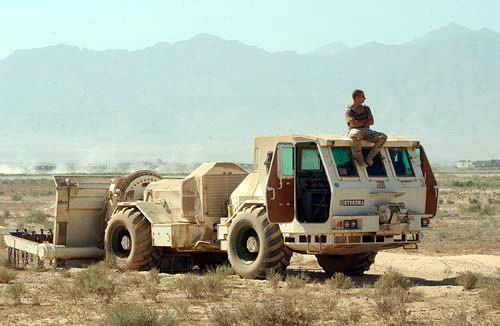
Vehículo de eliminación de minas Hydrema.
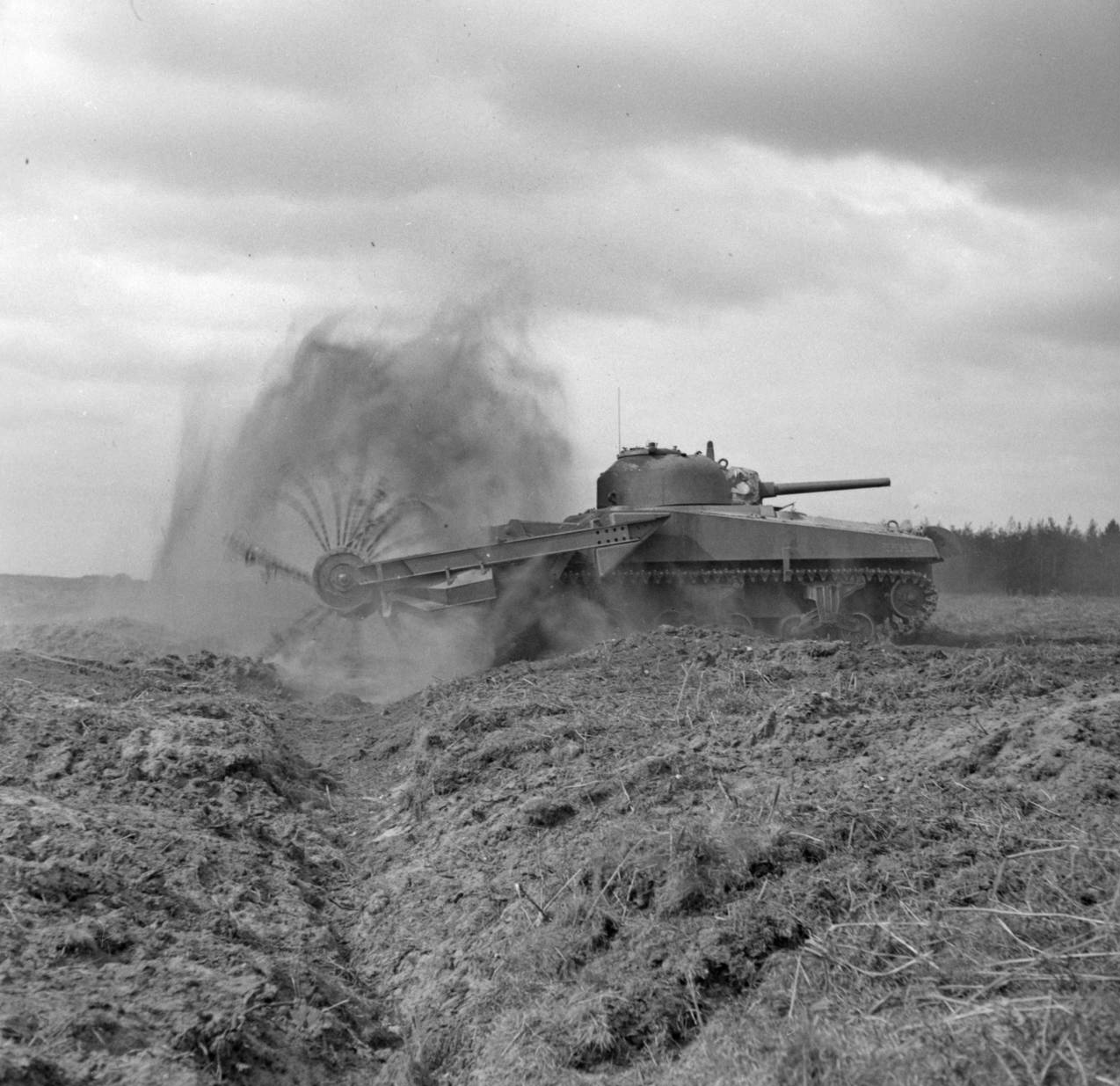
Tanque de la Segunda Guerra Mundial, Sherman Crab, con sistema de mayales antiminas a prueba. 27 de abril de 1944.
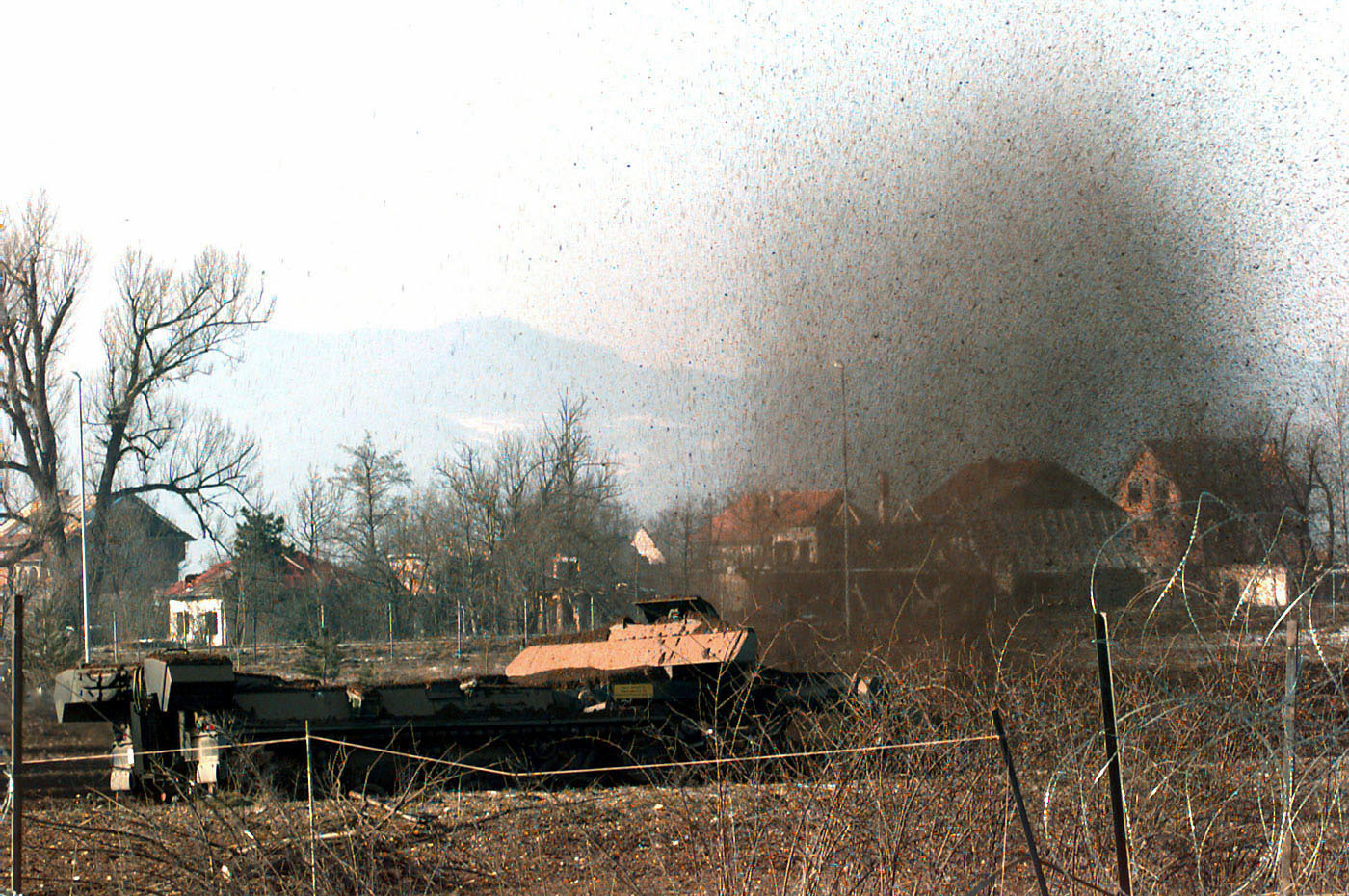
Sistema de eliminación de minas Keiler del ejército alemán en Butmir, Bosnia y Herzegovina (1997).
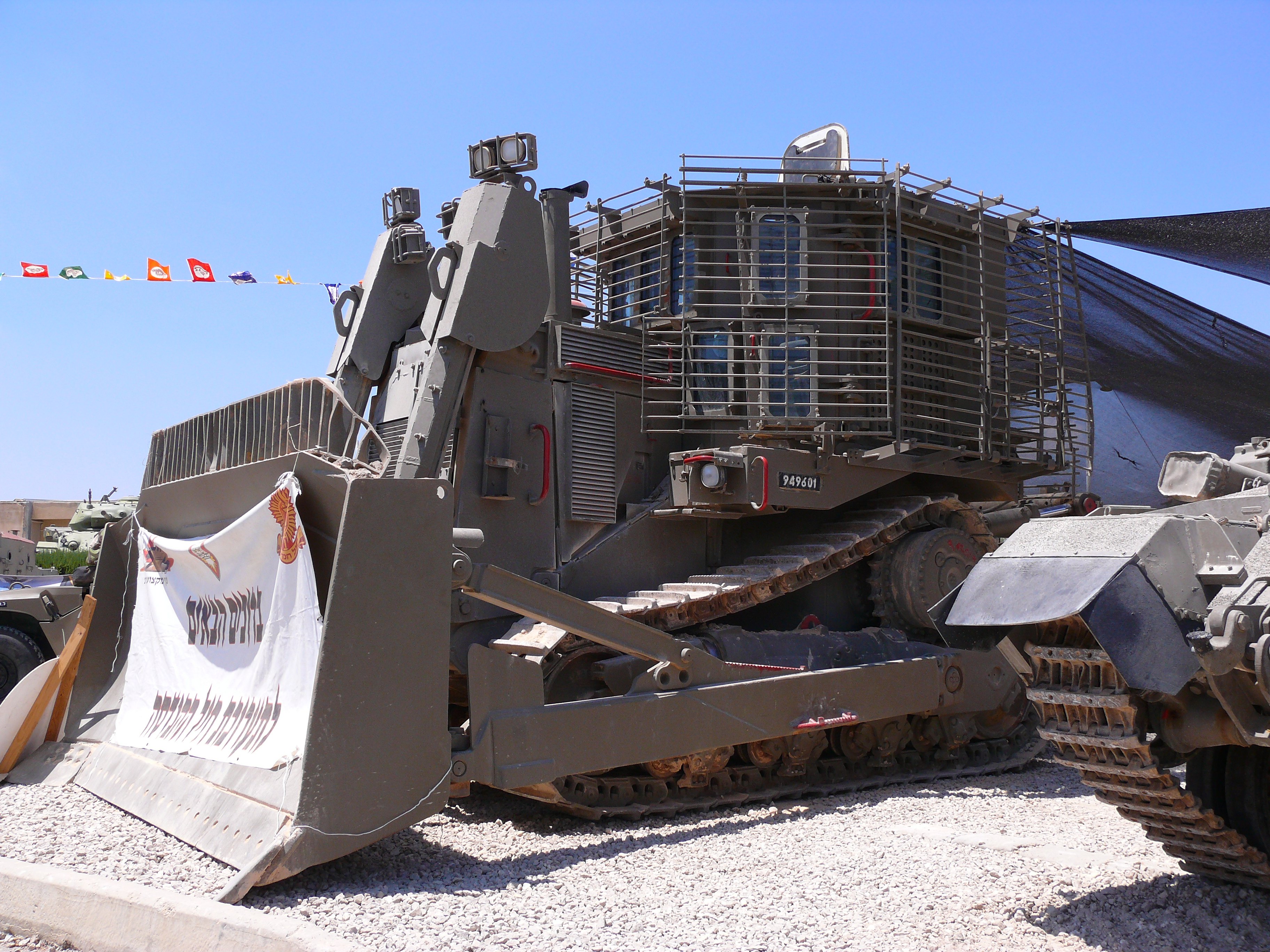
Bulldozer blindado IDF Caterpillar D9, usado con la hoja estándar o con un arado especial para el desminado y la eliminación de artefactos explosivos improvisados.

## Equipos de protección personal
A los desminadores se les podrán repartir equipos de protección personal (EPP), como cascos, viseras, guantes blindados, chalecos y botas, en un intento por protegerlos si una mina se activa por accidente. Las Normas Internacionales para las Actividades relativas a las Minas (IMAS) fijan las normas para dicho equipo, pero llama la atención sobre sus limitaciones y establece que en los cuarteles cercanos, las minas de fragmentación antipersona y las minas antitanque superan los equipos de protección personal (EPP) disponibles en la actualidad. Los EPP pueden proveer una protección significativa contra la explosión de minas antipersona, y éstas son las más comunes. Las tecnologías relacionadas que se han desarrollado para mejorar la seguridad incluyen rellenos grandes, similares a almohadillas atadas a la suelas de los zapatos que distribuyen el peso y amortiguan el impacto de los pasos, ya que alteraciones muy leves del suelo pueden iniciar los viejos, inestables, o intencionadamente sensibles detonantes de las minas.

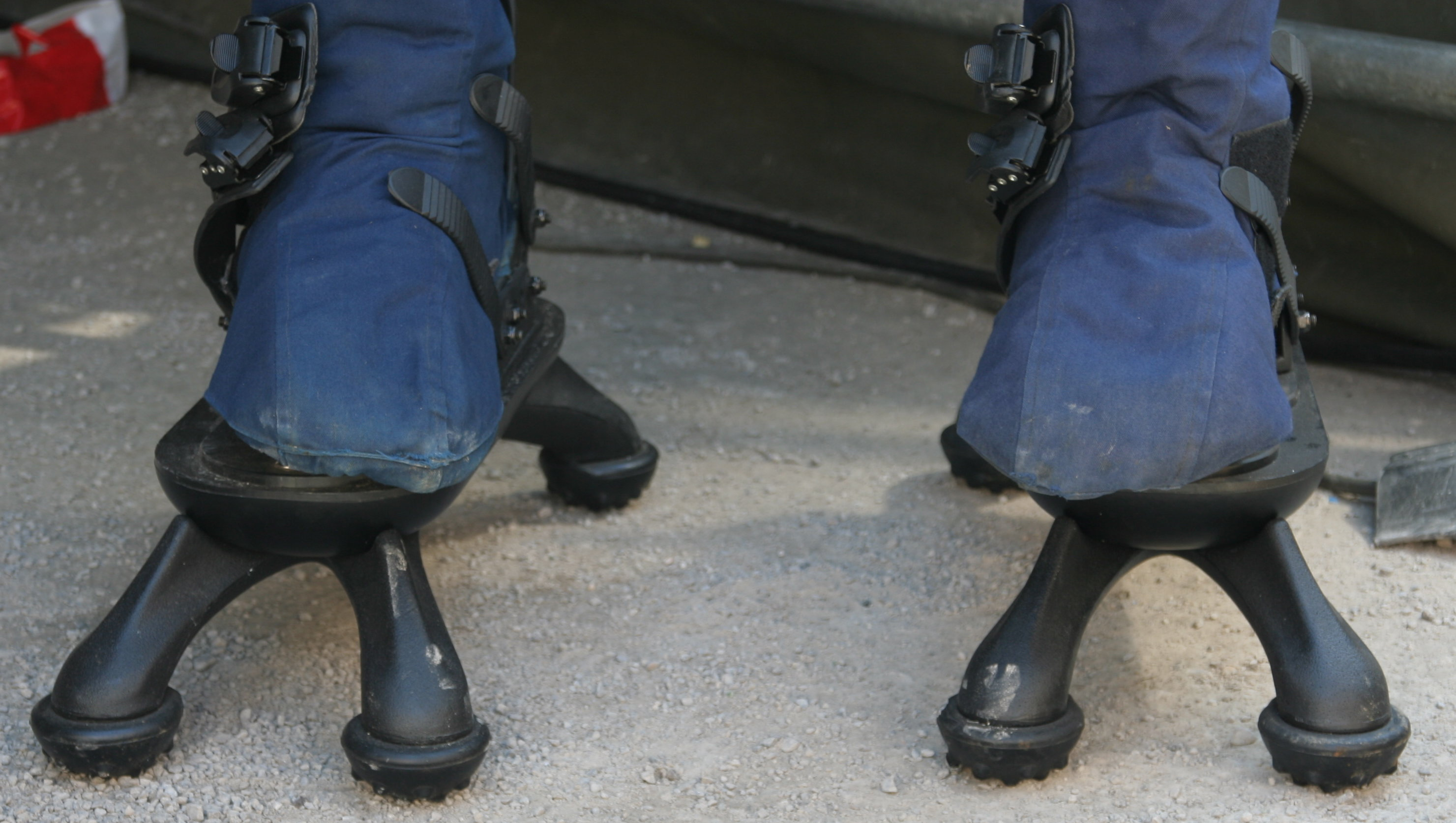
Zapatos de la ropa de protección

### Los métodos de remoción en el desminado
En la remoción de minas, una vez que un objeto se ha detectado, es eliminado por uno de los siguientes métodos:
- Desarmado manual.
- Combustión de los explosivos a distancia. Siempre que sea posible, es mejor quemar el explosivo sin detonación. El triaminodietilenglicol, un compuesto relacionado con la etilendiamina, reacciona con TNT para generar calor. El compuesto que resulta de esta reacción puede ser quemado sin detonación.[19] Se ha informado de que esta mina es hipergólica con TNT, tetril, Composición B y otros explosivos basados en TNT, pero no reacciona de la misma manera con explosivos con base de RDX o PETN. Otros ligandos que contienen nitrógeno orgánico (por ejemplo, piridina, dietilamina y pirrol) se sabe que son hipergólicos con TNT.[20]
- Ajuste de la mina para que arda, evitando una detonación de orden superior. Esto puede hacerse taladrando agujeros en la mina sin detonar su contenido.[21]

## Los métodos de remoción en la eliminación de minas
Algunos métodos de eliminación que no se aplican en el desminado humanitario, pero son comunes en la eliminación de minas, incluyen:
- El torpedo Bangalore que se abre paso a través de un campo de minas. Esto también se puede hacer utilizando el Sistema de eliminación de obstáculos antipersona, o Víbora Gigante, una manguera llena de explosivos que es llevada a través de un campo minado por un cohete.[22]
- Helicópteros que arrastran un arado para dar la vuelta o detonar las minas. Esto tiene el problema de que sea derribado el helicóptero cuando el arado se engancha en objetos tales como piedras grandes, pero se ha corregido por el uso de rastrillos de arado sensibles a la presión, que se liberan cuando existe un exceso de presión. Esto, sin embargo, afecta a su eficacia pues las minas plantadas en suelos duros o cerca de rocas no serán detonadas.

## Estudio de caso
A lo largo de la frontera entre China y Vietnam existían numerosos campos de minas. Estos eran el legado de los enfrentamientos fronterizos en los años ochenta. Eran principalmente minas antipersona, y ha dejado grandes áreas de tierra cultivable inutilizables para los agricultores locales. Un proceso típico de remoción de minas desplegadas por los chinos es el siguiente. Se excavan cortafuegos alrededor del campo de minas que se desea limpiar. Entonces los ingenieros incendiarían el campo de minas con lanzallamas. Los factores clave de este proceso de quemado son: la espesa vegetación que cubre los campos de minas, la mayoría de las minas antipersona están enterradas muy cerca de la superficie del suelo; las minas se hacen en su mayoría de madera, metal o plástico delgado. Este proceso de quemado por lo general destruiría alrededor del 90% de las minas, pues las minas son detonadas o se funden. Las minas que tienen trampas con cables, se inutilizarían al arder dichos cables. Los equipos de desminado aran a continuación la zona con detectores de minas. Cuando los equipos han limpiado las minas, caminan por el campo, cogidos de la mano entre sí, para mostrar a los vecinos que todas las minas han sido despejadas.

## Métodos de detección en fase de desarrollo
En 2003, la Rand Corporation publicó un informe completo sobre métodos innovadores para la detección de minas terrestres.

### Métodos electromagnéticos avanzados

#### Radar de penetración
Los detectores de metal convencionales se basan en señales electromagnéticas con frecuencias del orden de 10−100 kilohercios, que no son sensibles a los cuerpos de las minas de plástico o de madera, y al bloque de explosivo en sí mismo. La única parte de una mina baja en metal que pueden ser capaces de detectar es el detonador. Las señales de frecuencia mucho más alta (del orden de 1 gigahercios) se emplean en los sistemas de georradar o radar penetrante en el suelo (Ground Penetrating Radar, GPR) y estas señales también son sensibles a los componentes no metálicos de la mina. Por desgracia, ya que también se ven afectados por los objetos inocuos tales como raíces de árboles y piedras y por los cambios locales en la humedad del suelo, es difícil distinguir una mina en una imagen de georradar.

#### De doble sensor
Un enfoque híbrido utilizando tanto sensores de georradar y sensores detectores de metal en un solo instrumento que ha sido desarrollado por varias empresas y organizaciones de investigación. 

### Detección biológica

#### Con abejas de miel
Una investigación reciente de la Universidad de Montana ha revelado que las abejas pueden, con un mínimo adiestramiento, ser utilizadas para detectar minas terrestres con una mayor precisión y una tasa de eliminación mucho más alta que los perros o ratas.

#### Mamíferos
Experimentos recientes con la rata de Gambia de carrillos gigantes (Cricetomys), también conocida como la rata gigante africana de carrillos, han señalado que tiene la sensibilidad necesaria para oler, se puede entrenar sin problemas con incentivos de comida como recompensa, y por lo general son demasiado pequeñas para detonar las minas. Estas ratas también ofrecen una solución local a muchos países africanos, ya que son autóctonas de África oriental. Estas ratas son entrenadas por una organización de investigación sin fines de lucro, denominado APOPO y se llaman HeroRATs. Además, los experimentos con ratas guiadas por electrodos sugieren que la eliminación de minas podría algún día lograrse guiando «ratbots» (ratas-robot) en las zonas que los humanos son incapaces de alcanzar.
El ingeniero Thrishantha Nanayakkara y sus colegas de la Universidad de Moratuwa en Sri Lanka han ideado un método donde una mangosta enana está entrenada para detectar minas terrestres por el olor y es guiada por un robot conducido por control remoto.
El Programa de Mamíferos Marinos de la Marina de EE. UU. utiliza lobos marinos y delfines, entre otras especies, en la detección de minas marinas.

#### Plantas
La mostaza Arabidopsis thaliana, una de las mejores plantas estudiadas en el mundo, normalmente adquiere color rojo en condiciones extremas. Pero el uso de una combinación de mutaciones naturales y la manipulación genética, los científicos daneses de empresa de biotecnología Biodetection Aresa, han creado una cepa que solo cambia de color en respuesta al óxido nitroso que se filtra de las minas terrestres y otros explosivos.  Dado que el óxido nitroso también puede ser formado por las bacterias desnitrificantes, existe cierto riesgo de falsos positivos con esta técnica, y los investigadores están tratando de hacer menos sensible a la planta. Las plantas ayudarían al desminado, indicando la presencia de minas a través del cambio de color, y cualquiera de ellas puede sembrarse desde aviones o por gente caminando por los corredores desminados en los campos minados. A partir de febrero de 2005, no se han realizado estudios de minas reales, aunque los estudios se han realizado con éxito en invernaderos. Con el fin de evitar la propagación de este organismo modificado genéticamente en el medio natural, las plantas han sido modificadas para que solo broten cuando se les proporciona un factor de crecimiento externo.

#### Bacterias
Una bacteria, conocida como bioreporter, ha sido genéticamente modificada para exhibir fluorescencia bajo luz ultravioleta en presencia de TNT. Las pruebas que han incluido una pulverización de estas bacterias en un campo de minas simulado, han localizado con éxito las minas. En el campo, este método podría permitir la búsqueda de cientos de hectáreas en pocas horas, lo cual es mucho más rápido que otras técnicas, y puede ser utilizado en muy diversos tipos de terreno. Si bien hay algunos falsos positivos (especialmente cerca de las plantas y el agua de drenaje), incluso tres onzas de TNT se detectaron mediante estas bacterias.  Desafortunadamente, no hay ninguna cepa de bacteria capaz de detectar RDX, otro explosivo común, y las bacterias pueden no ser visibles en condiciones desérticas. Además, las municiones bien construidas que no hayan tenido tiempo para corroerse pueden ser indetectables utilizando este método.

## Detección Nuclear
La gran mayoría de los explosivos utilizados en las minas de tierra son muy ricos en nitrógeno en comparación con otros materiales. Es posible detectar nitrógeno mediante análisis elemental por neutrones por medio de la reacción:
14(n, γ)15N (10.8 MeV)
El sistema funciona sometiendo la mina a neutrones térmicos mientras se buscan rayos gamma característicos emitidos por el nitrógeno-15 en estado excitado; estos fotones solo se observan cuando un objeto que contiene nitrógeno es sometido a irradiación con neutrones. Una mejor posible fuente de neutrones es el californio-252 que sufre fisión espontánea. Una fuente de neutrones consiste en usar un tubo sellado D - T, que es tubo de generación de neutrones electrostáticos. Tiene la ventaja de que el tritio es mucho menos radiotóxico que el californio, así tanto en el caso de un accidente como una explosión de los equipos nucleares de detección de minas supondría una menor amenaza para los humanos. Este tipo de detección de explosivos se ha propuesto para su uso en la seguridad de aeropuertos y para la detección de explosivos en camiones que entren en bases militares.

## Detección acústica
Es posible detectar minas terrestres, dirigiendo ondas sonoras sobre el área a ser desminada, lo que provoca vibraciones en las minas terrestres y, a continuación utilizando un láser se buscan las vibraciones en la superficie por medio del desplazamiento Doppler. Esta técnica se denomina vibrometría Doppler de barrido láser. Estos dispositivos se han construido, por ejemplo, en la Universidad de Misisipi, en el MIT y por la compañía Keyser-Threde.

### En inglés
| Investigación y política - Grupo consultivo de minas - Desminado con ratas rastreadoras de África (APOPO) - Programa de acción de la Unión Europea contra las minas terrestres antipersona - EUDEM La Unión Europea en el desminado humanitario (EUDEM) Base de datos de investigación técnica y desarrollo. - Programa Internacional de Prueba y Evaluación para el Desminado Humanitario - Investigación sobre el desminado humanitario en la Universidad de Australia Occidental - Desminado con ratas héroe | Suministradores de equipo - Detectores de minas - Soluciones de Westminster International para la eliminación de minas Máquinas de eliminación de minas - Fundación Digger, Tecnologías de desminado - Herramientas suizas para la eliminación de minas - Desminado mecánico |

- Datos: Q1345044
- Multimedia: Demining / Q1345044